# Gerippter Totenfreund
Der Gerippte Totenfreund (Thanatophilus sinuatus) ist ein Käfer aus der Familie der Aaskäfer. Der wissenschaftliche Gattungsname Thanatophilus müsste mit „Freund des Todes“ übersetzt werden und ist damit zu erklären, dass man den Käfer an Aas findet. Sinuatus bedeutet „gekrümmt, gebogen“ und bezieht sich auf den Verlauf der Rippen auf den Flügeldecken, von denen die äußeren nicht gerade, sondern leicht geschwungen verlaufen. Der neun bis zwölf Millimeter große Käfer ist weit verbreitet und in Mitteleuropa überall häufig.

## Körpermerkmale
Der schwarze Körper ist flach (Abb. 4) und hat einen ovalen Umriss (Abb. 1). Der Käfer wird neun bis zwölf Millimeter lang. Kopf und Halsschild, die Körperunterseite und die Basis der Flügeldecken sind weißlich bis hell goldgelb behaart.
Der Kopf ist etwa so lang wie auf Augenhöhe breit. Er weist nach vorn, hinter den backenartig erweiterten kurzen Schläfen ist er markant furchig eingeschnürt. Die elfgliedrigen Fühler setzen über den Oberkiefern an, das zweite Glied ist kürzer als das dritte (Abb. 3). Die Einschnürung des Kopfes und die Länge des zweiten Fühlergliedes unterscheidet die Gattung Thanatophilus von der ähnlichen Gattung Blithophagus. Die letzten Glieder der Fühler bilden eine Keule, die letzten drei sind vergrößert und matt, aber nicht knopfartig abgesetzt noch braun gefärbt. Die Mundwerkzeuge zeigen nach vorn. Die Oberlippe ist kurz und tief ausgeschnitten. Die Oberkiefer sind an der Spitze gekrümmt, zahnlos und am inneren Rand gefranst. Die Unterkiefer sind zweiteilig und gefranst. Die Kiefertaster sind viergliedrig, das letzte Glied ist länglich, walzig und stumpf. Die Lippentaster sind dreigliedrig, das Endglied eiförmig.
Der Halsschild ist halbkreisförmig abgerundet und hinter dem Kopf ausgeschnitten. Durch zahlreiche flache beulige Erhöhungen auf der Scheibe wird der optische Eindruck einer durch viele Hammerschläge bearbeiteten Oberfläche ähnlich wie bei einer Hammerschlaglackierung erweckt. Der Hinterrand des Halsschilds überragt die Basis der Flügeldecken.
Die Flügeldecken weisen drei scharfe Längsrippen und im letzten Drittel eine Querbeule auf. Die Zwischenräume der Rippen sind durchgehend matt. Die vorderen Außenecken der Flügeldecken (Schultern) sind nicht wie bei Thanatophilus dispar verrundet, sondern in ein vortretendes Zähnchen ausgezogen, das unter dem Halsschild verborgen liegt (Abb. 5, links gelb eingefärbt). Beim Männchen ist der Hinterrand der Flügeldecken mehr oder weniger abgerundet bis abgestutzt, beim Weibchen zwischen der inneren und der mittleren Rippe ausgeschnitten, zur Flügeldeckennaht hin ist der Nahtzwischenraum lappig vorgezogen, nach außen hin ist die Ausbuchtung winklig abgesetzt (Abb. 1). Die Flügeldecken bedecken den Hinterleib nicht völlig. Bis auf wenige Flecken an der Basis der Flügeldecken sind sie kahl. Schildchen ist dreieckig, groß und teilweise länger hell goldgelb behaart.
Auf der Körperunterseite sind sechs Bauchplatten (Abdominalsternite, Abb. 2) sichtbar. Das vorletzte Sternit ist beim Weibchen breit bogig ausgeschnitten. Die Mittelhüften sind breit getrennt. Die Hinterhüften berühren sich. Die Vorderhüften sind einander genähert und konisch zapfenförmig nach unten gerichtet. Die Tarsen sind alle fünfgliedrig, die ersten vier Glieder der Vordertarsen sind beim Männchen leicht erweitert. Alle Schienen sind außen dicht bedornt.
| Abbildungen von Thanatophilus sinuatus | Abbildungen von Thanatophilus sinuatus | Abbildungen von Thanatophilus sinuatus |
| -------------------------------------- | --- | -------------------------------------- |
|                                        | |                                        |
| Abb. 1: Weibchen                       | Abb. 2: Unterseite |                                        |
|                                        | |                                        |
| Abb. 3: Von vorn                       | Abb. 4: Seitenansicht |                                        |
|                                        | Abb. 5: Schulter (vordere Außen- ecke der Flügeldecke) von unten Kopie links teilweise gefärbt: gelb:Schulterwinkel mit Zähnchen rot:Halsschild grün:Vorderbein |                                        |

## Larve
Die Larven des Gerippten Totenfreundes sind asselförmig, jedoch weniger platt, sondern mehr madenförmig rundlich. Die drei Brustsegmente unterscheiden sich nicht wesentlich von den zehn Abdominalsegmenten. An jedem Brustsegment sitzt ein gut entwickeltes Beinpaar, was den Larven eine flinke Beweglichkeit ermöglicht. Die Larven von Th. sinuatus nehmen zwischen den noch rundlicheren Larven von Th. rugosus und den eher asselförmigen Larven von Th. dispar eine Zwischenstellung ein. Die langen paarigen Anhänge des Analsegments (Pseudocerci) sind zweigliedrig. Sie entspringen an den beiden Seiten der Intersegmentalhaut zwischen dem neunten und dem zehnten Abdominalsegment. Bereits das Basalglied erreicht oder überragt den Hinterrand des Analsegments, insgesamt überragen die Pseudocerien das Analsegment um gut das Doppelte. Die Mittelteile der Rückenplatten (Protergite) sind etwas schmäler als die Segmente und überdecken sich folglich nicht. Die flügelförmigen seitlichen Anhänge der Tergite (Paratergite) fehlen nur am Prothorax, bei den Abdominalsegmenten laufen sie in nach hinten ausgezogene Spitzen aus. Sie nehmen mindestens zwei Drittel der Breite eines Segmentes ein. Die Antennen sind dreigliedrig. Sie sind einander genähert und entspringen am Vorderrand des Kopfes. Über und unter jeder Antennenwurzel liegt je ein Feld aus vier Ocellen. Die Stirn ist zart und schwach beborstet, die Borsten sind etwas heller als die mattschwarze Kopfkapsel.
Oberseits ist die Larve glatt mit nur sehr feiner Behaarung, die lediglich am Hinterrand der Tergite etwas dichter und länger ausfällt.
Die Oberkiefer sind spitz und ohne Bezahnung auf der Innenseite.
Die Art hat drei Larvenstadien. Das erste Larvenstadium ist durchschnittlich 5,8 mm lang, das zweite misst 9,7 mm und das dritte 13,3 mm. Dabei können aber besonders kleine Exemplare des dritten Stadiums kleiner sein als gut entwickelte Exemplare des zweiten Stadiums. Die übrigen Körpermaße ändern sich nur beschränkt analog. Besonders interessant ist die Form des Kopfes. Länge zu Breite ändert sich beim Kopf von 0,39 beim ersten Larvenstadium über 0,74 beim zweiten zu 0,58 beim letzten Larvenstadium. Bei diesem ist der Kopf also etwa doppelt so breit wie lang. Beim ersten Larvenstadium dagegen ist er relativ kürzer, erscheint oft noch kürzer, da der Kopf in der Regel gesenkt getragen wird. Beim zweiten Stadium ist der Kopf dagegen relativ länger. Weiterhin nimmt beim ersten Larvenstadium die Körperbreite nach hinten kaum ab, das dritte verjüngt sich dagegen nach hinten kegelförmig, während das zweite Larvenstadium eine Mittelstellung einnimmt. Außerdem ist im ersten und zweiten Larvenstadium das zweite und dritte Antennenglied gleich lang, das Basalglied dagegen deutlich kürzer. Beim dritten Larvenstadium nur sind die Glieder etwa gleich lang.

## Puppe
Die Puppe des Gerippten Totenfreundes ist durchschnittlich elf Millimeter lang und etwas über fünf Millimeter breit. Sie gehört zum Typ der freien Puppen, bei dem die Extremitäten und Mundwerkzeuge nicht mehr dem Körper anliegen, sondern die Formen des zukünftigen Käfers bereits gut erkennbar sind.

## Ei
Die Eier sind gelblichweiß und matt glänzend. Im Laufe der Entwicklung werden sie größer und ändern die Farbe zu einem milchigen Weiß. Junge Eier messen durchschnittlich 1,9 mm × 1,1 mm (Länge zu Breite), ältere Eier durchschnittlich 2,1 mm × 1,35 mm. Die Dauer der Embryonalentwicklung bis zum Schlüpfen der Larven ist stark temperaturabhängig und dauert gewöhnlich drei Tage.

## Biologie
Die Käfer sind rein tagaktiv. Fallen werden im Frühjahr gegen Abend, im Sommer am Nachmittag angenommen.
Die adulten Tiere spüren fliegend mit Hilfe des Geruchssinns Aas auf. Sie landen darauf oder in dessen Nähe und erreichen es dann laufend. Insgesamt ist die Art jedoch nicht sehr flugfreudig und flüchtet eher, indem sie sich im Untergrund verkriecht.
Es besteht eine harte inter- und intraspezifische Konkurrenz um das Aas. Der interspezifischen Konkurrenz begegnet die Art, in dem sie sowohl bezüglich des Verwesungsgrades als auch der Exposition des Aases nicht wählerisch ist. Es werden Äser von Wirbeltieren (Säuger, Vögel, Reptilien) und auch von Wirbellosen angenommen. Größere Kadaver werden von vielen Individuen der Art gleichzeitig genutzt. Dabei wird jedoch sehr wohl ein Unterschied zwischen den Tierarten, von denen das Kadaver stammt, gemacht. Beispielsweise werden Köder aus Schweinefleisch gegenüber denen von Hunden oder Katzen deutlich bevorzugt.
Kopulationen sind im Frühjahr und Frühsommer besonders häufig. Dabei halten sich die Männchen an den Fühlern der Weibchen fest und reiten oft stundenlang auf. Die Spermaübertragung erfolgt in Spermatophoren. Dabei kann bei einer anschließenden Begattung des Weibchens durch ein anderes Männchen dieses die Spermatophore des Vorgängers mit Hilfe seines stacheligen Aedoeagus wieder entfernen. Das Weibchen legt jeweils mehrere Eier in eine wenige Zentimeter tiefe Erdhöhle ab, die eigens für diesen Zweck gegraben wurde. Die Eier ruhen am Boden der Höhle. Im Zuchtversuch erhielt man folgende Zahlen: Ein Weibchen legt durchschnittlich mehr als 40 Gelege, pro Gelege wurden durchschnittlich knapp elf Eier abgelegt, insgesamt also zwischen 400 und 500 Eiern.
In Gefangenschaft kann Thantatophilus sinuatus bis zu vier Generationen pro Jahr hervorbringen, gewöhnlich jedoch weniger. Im Versuch dauerte die Entwicklung vom Ei bis zum Schlüpfen des Käfers für die erste Generation etwa 62 Tage, für die zweite Generation 48 Tage. Während die beiden ersten Generationen ohne Mühe gezüchtet werden konnten, war der Zuchterfolg in den folgenden Generationen deutlich schlechter. Deswegen wird vermutet, dass in der Natur nur zwei Generationen auftreten. So stammten im Versuch auch die meisten überwinternden Käfer aus der zweiten Generation, keiner aus der ersten Generation und nur sehr wenige aus späteren Generationen. Zumindest in Mitteleuropa hat der Käfer also vermutlich zwei Generationen pro Jahr.
Larven und adulte Tiere sind streng nekrophag. Nur in großer Not werden (im Versuchsbehälter) auch lebende Regenwürmer, Insektenlarven und sogar schwächere Artgenossen angefallen. Die Nahrung wird mit den Mandibeln durchgeknetet und dabei mit erbrochenem Verdauungssaft aus dem Mitteldarm vermischt. Auf diese Weise wird ein Teil der Nahrung bereits außerhalb des Darms (extratestinal) verdaut. Larven und adulte Tiere können große Mengen Nahrung aufnehmen und zeigen andererseits erstaunliche Fähigkeiten zu hungern. Ein Überangebot oder Mangel an Nahrung wirkt sich jedoch kaum auf die Entwicklungsdauer der Larven aus. Lediglich im dritten und letzten Larvenstadium zeigen sich Schwankungen, die nicht auf die Temperatur, sondern auf das Nahrungsangebot zurückzuführen sind. Sie beziehen sich jedoch auf die prozentuale Verteilung von Ruhe- und Fresszeiten, nicht auf die Gesamtdauer des Larvenstadiums. Das erste Larvenstadium dauert knapp drei Tage, das zweite Larvenstadium gut zwei Tage und das dritte Larvenstadium etwas über zehn Tage. Die Larve des dritten Stadiums gräbt sich in den Boden und schafft durch Schlagen mit dem Abdomen eine Höhlung, in der dann die Verpuppung erfolgt. Die Puppe benötigt bis zum Schlüpfen etwa zehn Tage. Der Jungkäfer färbt sich entsprechend den Lichtverhältnissen in zehn bis dreißig Stunden aus und verlässt die Puppenhöhle meist schon nach zwei Tagen. Er beginnt sofort mit dem Reifungsfraß, der knappe zwei Wochen dauert.
Im Versuch gruben sich die Käfer für die Überwinterung bis zu fünfzehn Zentimeter tief ins Erdreich ein. Dies taten lediglich Individuen, die noch nicht zur Fortpflanzung gekommen waren. Käfer, die sich bereits fortgepflanzt hatten, liefen bis in den Herbst hinein herum und gingen allmählich ein.
Nach anderen Angaben besteht ein Gelege aus durchschnittlich 5 Eiern, und die Eier haben ein Volumen von durchschnittlich 0,21 mm³. Ebenfalls nach anderer Quelle dauert die Entwicklung von der Eiablage bis zum Schlüpfen des Käfers bei 20 °C 24 Tage. Eventuell sind diese Unterschiede darauf zurückzuführen, dass eine andere Unterart verwendet wurde.

## Verwendung in der Forensik

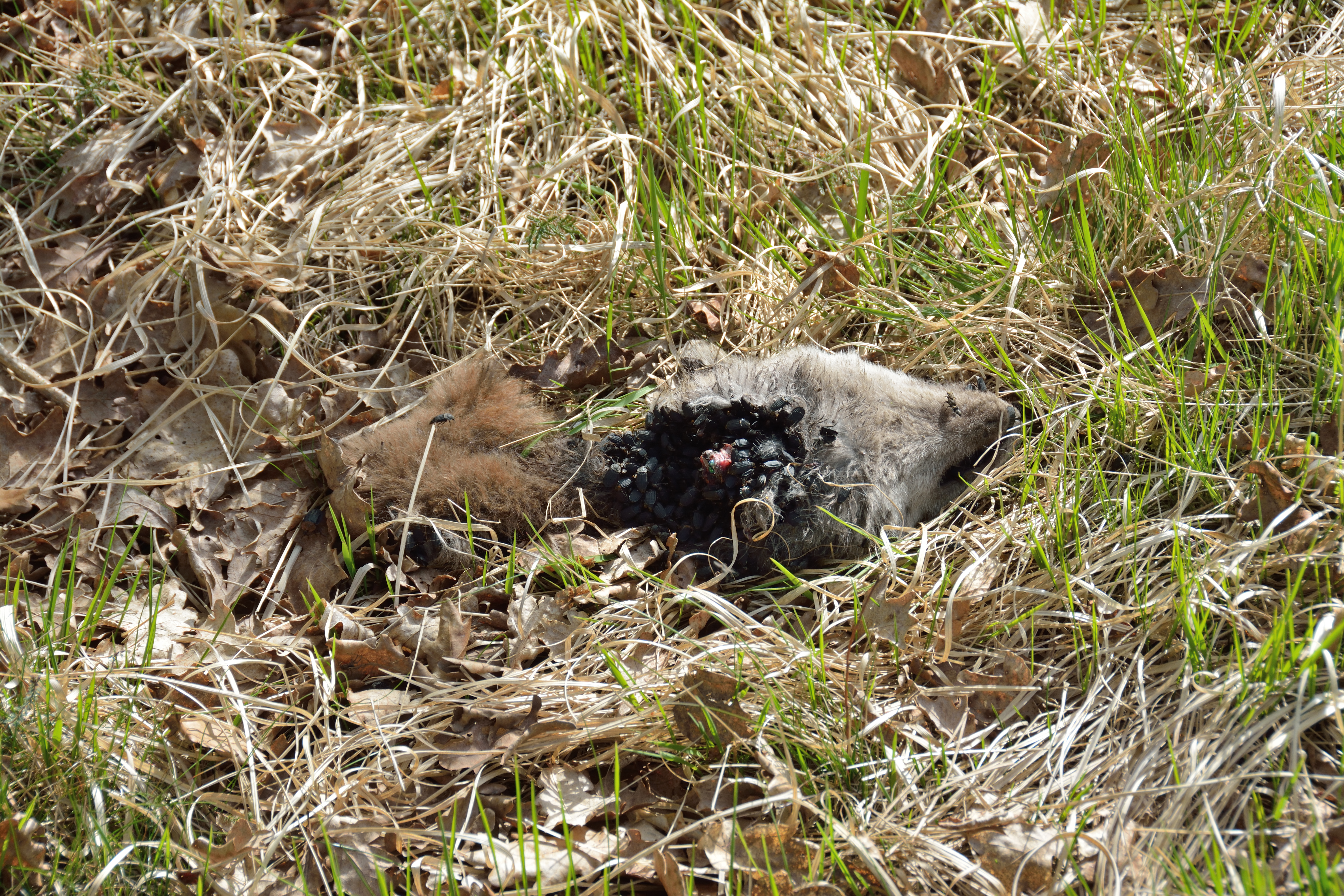
Käfer an einem Fuchskopf

Man findet den ausgewachsenen Käfer an frischem Aas, an allen Verwesungsstadien bis zu den trockenen Knochen. Ob das Aas der Sonne ausgesetzt ist oder im Schatten liegt, ist relativ unbedeutend, lediglich bei Temperaturen über 30 °C sieht man die Käfer seltener.
Die Art kann deswegen in der Forensik nur sehr begrenzt zur Eingrenzung des möglichen Todeszeitpunktes einer Leiche oder Hinweise darüber, an welchen Stellen sich diese früher befunden hat, verwendet werden. Andererseits können aus Thanatophilus sinuatus möglicherweise Rückschlüsse über die Todesursache gezogen werden. Bei Laborversuchen gab es eine gute Korrelation zwischen Morphingehalt des Kadavers und Morphingehalt im zweiten und dritten Larvalstadium des Käfers. Im Käfer könnten also Gifte noch quantitativ nachgewiesen werden, während dies eventuell am Kadaver nicht mehr möglich ist.

## Vorkommen
Die Art ist paläarktisch weit verbreitet. Außer in Europa, Nordasien und Nordafrika findet man sie in Japan und in Korea, dort jeweils in der Unterart Th. s. auripilosus.
Im Mittelmeergebiet tritt der Käfer ganzjährig auf. Dort findet man den Käfer häufiger in bewaldeten Gebieten als im Offenland. Für Mitteleuropa werden als Präferenzhabitate Offenlandbiotope angegeben.